# Telestacea
Ordre
Classification phylogénétique
- eumétazoaires
  - cnidaires
    - Anthozoaria
      - anthozoaires
        - octocoralliaires
        - hexacoralliaires
          - actinaires
          - madréporaires

Telestacea est un ordre de cnidaires anthozoaires.

## Liste des familles
Selon NCBI (4 nov. 2011) et ITIS (4 nov. 2011) :
- famille Pseudocladochomidae
- famille Telestidae